# رادوسلاف مایدان
رادوسلاف مایدان (انگلیسی: Radosław Majdan؛ زادهٔ ۱۰ مهٔ ۱۹۷۲) یک دروازه‌بان فوتبال بازنشسته اهل لهستان است.
وی همچنین در تیم ملی فوتبال لهستان بازی کرده و در جام جهانی فوتبال ۲۰۰۲ نیز به میدان رفته است.